# Chaman (cheval)
Pour les articles homonymes, voir Chaman (homonymie).
Chaman (né le 29 mai 1999, mort le 29 juin 2019) est un étalon bai du stud-book KWPN, concourant en saut d'obstacles avec le cavalier allemand Ludger Beerbaum. Il est sacré second meilleur cheval d'obstacles mondial en 2013, et nommé par deux fois comme meilleur cheval KWPN mondial.

## Histoire

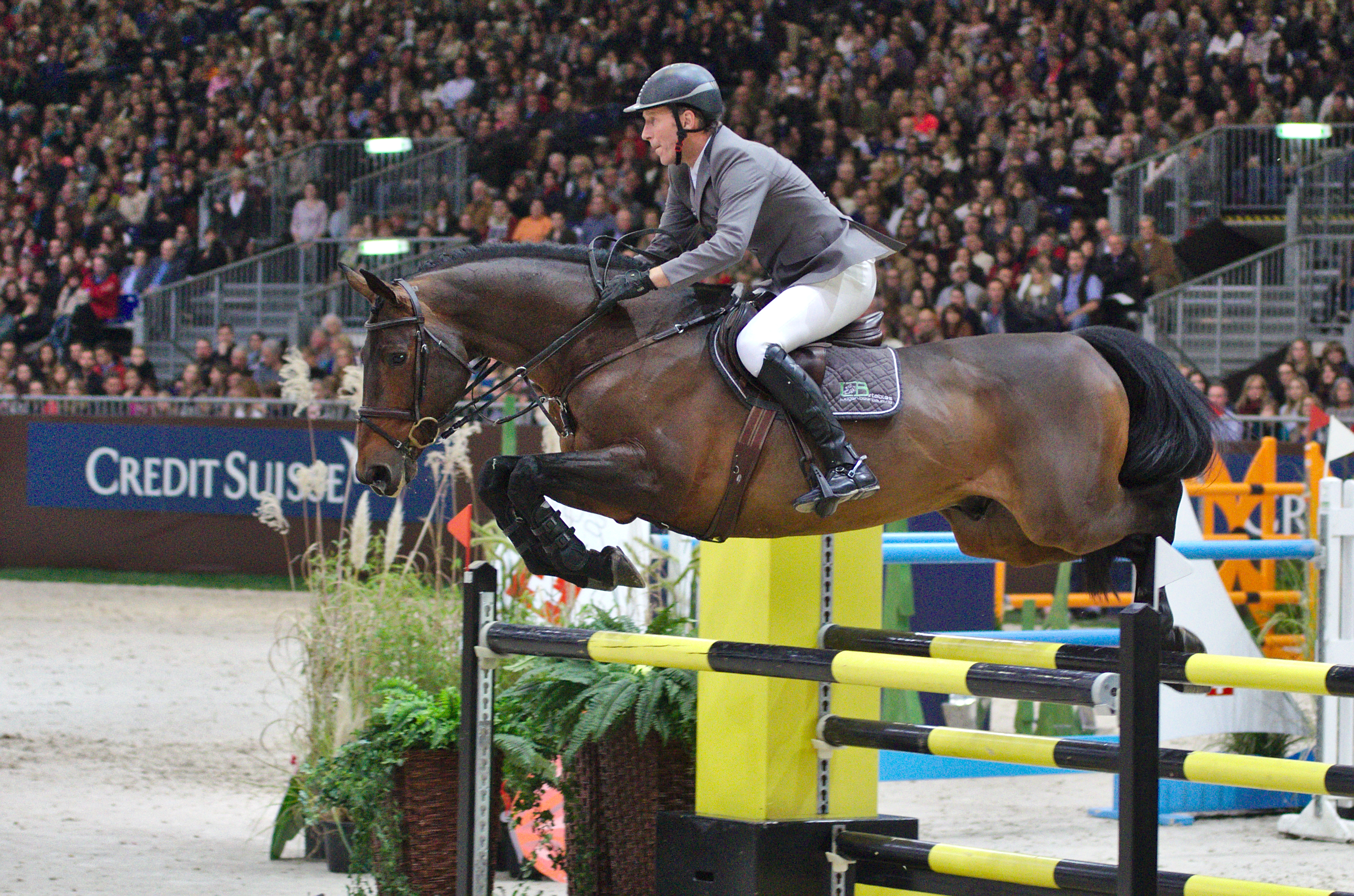
Chaman monté par Ludger Beerbaum lors du Prix Crédit Suisse au 54e CHI de Genève, en 2014.

Chaman naît le 29 mai 1999 à l'élevage Boa Agriculture NV, à Enschede aux Pays-Bas. Il est monté par Ludger Beerbaum, avec qui il remporte de nombreux Grands Prix internationaux de saut d'obstacles.
Il meurt le 29 juin 2019, euthanasié à l'âge de 20 ans. 

## Description
Chaman est un étalon de robe bai foncé, inscrit au stud-book KWPN. Il toise 1,73 m. Son galop couvre une grande étendue de terrain.

## Palmarès

### 2010
- 2e du Grand Prix d'Oslo

### 2011
Il est 8e du classement mondial des chevaux d'obstacle établi par la WBFSH en octobre 2011.
- Vainqueur du Grand Prix de Wiesbaden

### 2012
Il est 13e du classement mondial des chevaux d'obstacle en octobre 2012
- 20e de la Coupe du monde de saut d'obstacles 2011-2012 à Bois-le-Duc[2]

### 2013
Il est second meilleur cheval de saut d'obstacles au classement mondial en octobre 2013,.

### 2014
Il est 9e mondial en octobre 2014.
- Médaille d'argent lors de la finale de la Coupe du monde de saut d'obstacles 2013-2014 à Lyon[2]

### 2017
- Février 2017 : 3e du Grand Prix du Jumping international de Bordeaux, à 1,60 m[2]

## Pedigree
Bien qu'inscrit au stud-book du KWPN, Chaman est génétiquement aux trois quarts un Selle français, puisqu'issu de l'étalon Baloubet du Rouet, et d'Almé par sa mère. Almé se retrouve par deux fois dans son pedigree, côté paternel et maternel. Chaman est très près du sang côté maternel.

## Descendance
Chaman est approuvé à la reproduction par les stud-books Holsteiner, Hanovrien, Cheval de sport allemand (DSP), Oldenbourg, Mecklembourgeois, Rhénan sang-chaud, Westphalien, et Selle italien.